# Parantrop
Parantrop (Paranthropus) – wymarły rodzaj ssaków naczelnych z podrodziny Homininae w obrębie podrodziny człowiekowatych (Hominidae); były masywniejsze od australopiteków, sklasyfikowane jako archaiczny typ człowiekowatych. Prawdopodobnie stanowiły boczną gałąź, nie prowadzącą do linii Homo. Pomimo że miały większą twarz, szczęki i zęby, ich mózg i ciało były tylko nieznacznie większe od pozostałych australopiteków. Były przystosowane do spożywania twardej żywności roślinnej.
Szczątki parantropa zostały po raz pierwszy odkryte na terenie Republiki Południowoafrykańskiej. Cechował je wzrost około 170 centymetrów. Pojemność czaszki, zwieńczonej grzebieniem strzałkowym, wynosiła około 650 cm3.

## Systematyka
Rodzaj zdefiniował w 1938 roku południowoafrykański paleontolog Robert Broom w artykule poświęconym plejstoceńskim małpom człowiekowatym z Południowej Afryki, opublikowanym w czasopiśmie Nature. Gatunkiem typowym jest (oznaczenie monotypowe) P. robustus.

### Etymologia
- Paranthropus: gr. παρα para ‘blisko,  obok’[5]; ανθρωπος anthrōpos ‘człowiek’[6].
- Zinjanthropus: Zinj, starożytna nazwa Afryki Wschodniej; gr. ανθρωπος anthrōpos ‘człowiek’[2]. Gatunek typowy (oznaczenie monotypowe): Zinjanthropus boisei Leakey, 1959.
- Paraustralopithecus: gr. παρα para ‘blisko,  obok’[5]; rodzaj Australopithecus Dart, 1925. Gatunek typowy (oznaczenie monotypowe): Paraustralopithecus aethiopicus Arambourg & Coppens, 1967.

### Podział systematyczny
Do rodzaju należą następujące gatunki:
- Paranthropus aethiopicus (Arambourg & Coppens, 1967)
- Paranthropus boisei (Leakey, 1959)
- Paranthropus robustus Broom, 1938